# Algaravia
Algaravia és el nom històricament aplicat a la llengua àrab a la península Ibèrica, i també a la forma d'aquesta llengua parlada pels mudèjars i moriscs. Prové de forma originària عربية (al-'arabiyya), el nom àrab per la mateixa llengua, i passa al català com a algaravia, al castellà com a algarabía i al portuguès com a algaravia. A la Ibèria després de la Reconquesta, aquest nom s'aplicava encara a la manera de parlar dels moriscs i va tenir en aquestes llengües un significat pejoratiu de 'cridòria' o 'malparlar'.
A la societat andalusina cada vegada va adquirir més protagonisme l’arabització lingüística i cultural mentre anaven desapareixent les diferencies dels grups socials com a resultat de la muslimització. L'àrab s'imposà perquè l'Alcorà, que es considera com la darrera i definitiva revelació de Déu, hi va ser dictat i conservat en aquesta llengua.
Al segle xvi, quan a la Corona de Castella s'identifica cristianisme i castellà, la conversió forçosa de la Pragmàtica del 12 de febrer de 1502, la qual ordenava la conversió o expulsió de tots els musulmans de la Corona de Castella porta a les prohibicions totals d'expressar-se en algaravia al regne de Granada durant el sínode de Guadix de 1554, i la real Provisió de Felip II de Castella de 1566, per la identificació de llengua i religió, en línia amb la contrareforma. La Corona d'Aragó no imposà el cristianisme als mudèjars fins a la fi de 1525 després de la seva participació en la Revolta de les Germanies. Els llibres favorables a l'estudi de l'algaravia per part de religiosos missioners van entrar en l'Index Librorum Prohibitorum.
El dialecte està ben estudiat gràcies a les obres que els gramàtics i lingüistes andalusins van realitzar per corregir els defectes que els parlants feien respecte a l'àrab clàssic. A més a més, tot i ésser en l'actualitat una llengua morta, hi ha fins i tot algun tímid intent per part de musulmans autòctons de l'estat espanyol de divulgar el coneixement i l'ús de l'àrab andalusí, per tal d'aconseguir que aquesta torni ser una llengua parlada.